# Fort White
Fort White é uma vila localizada no estado americano da Flórida, no condado de Columbia. Foi incorporada em 1884.

## Geografia
De acordo com o United States Census Bureau, a vila tem uma área de 6,2 km², onde todos os 6,2 km² estão cobertos por terra.

### Localidades na vizinhança
O diagrama seguinte representa as localidades num raio de 32 km ao redor de Fort White.

## Demografia
Segundo o censo nacional de 2010, a sua população é de 567 habitantes e sua densidade populacional é de 91,2 hab/km². É a localidade menos populosa do condado de Columbia, ainda que, em 10 anos, tenha tido o maior crescimento populacional do condado. Possui 260 residências, que resulta em uma densidade de 41,8 residências/km².